# 庫爾帕約山
11°18′05″S 76°19′53″W / 11.30139°S 76.33139°W
庫爾帕約山（Qullpayuq），是秘魯的山峰，位於該國中部胡寧大區，由聖巴巴拉德卡爾瓦卡揚區和馬爾卡波馬科查區負責管轄，屬於安地斯山脈的一部分，海拔高度4,800米。